# マカリエフ
座標: 北緯57度53分 東経43度48分 / 北緯57.883度 東経43.800度

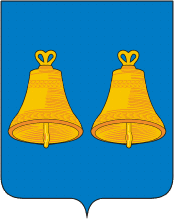
マカリエフの紋章

マカリエフ（マカーリェフ、ロシア語: Мака́рьев、ラテン文字表記の例: Makaryev）は、ロシア・コストロマ州の南部にある町。人口は5,528人（2021年）。州都コストロマから東へ184キロメートル。シベリア鉄道上の町ニェヤからは南へ50キロメートル。ヴォルガ川の左支流ウンジャ川の右岸にある。

## 歴史
ニジニ・ノヴゴロド出身で多くの奇蹟を起こし、各地に修道院を建てて歩いたマカリイ（ロシア語: Макарий、Makarios / マカリオス、1349年-1444年）という人物が、1439年にウンジャ川沿いの現在のマカリエフの町の場所に至り、隠棲所を作った。マカリイは後にロシア正教会により列聖されウンジャの克肖者マカリイ（Macarius of Unzha）と呼ばれるようになった。また隠棲所は17世紀にはマカリエヴォ＝ウンジェンスキー修道院に発展し、1929年にソビエト連邦政府により閉鎖されるまでラヴラと呼ばれる格の高い修道院となっていた。
後に修道院の周りに商人や職人の住む集落（スロボダ）ができ、次第に大きくなった。1778年にはマカリエフ＝ナ＝ウンジェ（Макарьев-на-Унже）の名で市となった。これはヴォルガ川沿いにある同名の町（現在のニジニ・ノヴゴロド州のマカリエヴォ、同じく克肖者マカリイが1435年に建てた大修道院で知られる）との混同を避けるためだったが、19世紀末には単に「マカリエフ」と呼ばれるようになっている。19世紀のマカリエフは、冬、春、夏の祭日に市が毎年建つことで知られていた。

## 文化と産業
マカリエフには17世紀から18世紀にかけて建てられたマカリエフ＝ウンジェンスキー修道院（Макарьев-Унженский монастырь）、1905年に建てられたアレクサンドル・ネフスキー聖堂がある。また市立博物館も設けられている。
マカリエフには製材工場、木工品工場などがある。亜麻を織った織物も作られている。